# Anders Tengner
Anders Tengner, född 1 april 1961, är en svensk journalist som förutom tidskrifter även arbetat med TV och radio. Första artikeln, om Blue Öyster Cults spelning på Gröna Lund 1978 fick han publicerad i tidningen Poster.  Han var mest känd som reporter för tidningen Okej 1983–1984 och 1986–2005, men arbetade också på den kortlivade tidningen Rocket 1984–1986, ledde närradioprogrammet Heavy Metal Heaven med gäster som Ozzy Osbourne och Ritchie Blackmore och skrev i fanzinet Hammer. Senare startade han poptidningen Superstar.
År 1977 startade Tengner den svenska fanklubben för bandet Runaways. Klubben blev bekräftad som officiell av bandets manager Kim Fowley. Tengner var också manager för svenska hårdrockbandet Heavy Load från tiden han började skriva för Poster (ca. 1978) och fram till 1985
År 1984 blev 23-årige Tengner hårt ansatt av Siewert Öholm i ett TV-historiskt inslag från Svar direkt, där han fick stå till svars för hårdrockgruppen W.A.S.P.:s uppträdande på scen. Bland annat blev han ifrågasatt av programledaren Siewert Öholm som bland annat i programmet uttryckte ”Men förstår du ingenting av ditt moraliska ansvar i det ni lyfter fram? Här är det kedjor och det är satansdyrkan och det är alla möjliga konstiga sätt att uppträda med sågklingor i skrevet och så vidare med mestadels könsord.” Också tidningsjournalisten Lasse Råde var starkt kritisk till Tengners roll som tidningsutgivare av hårdrockstidningen. Råde blev bland annat upprörd över att Anders Tengner kunde ge ett löfte att W.A.S.P. skulle bli "nästa jättepryl". 2015 gjorde Melker Becker och Mattias Lindeblad dokumentärfilmen Siewert och sågklingan  om programmet. Där återsågs Öholm och Tengner för första gången på 31 år och under en debatt ledd av Per Sinding-Larsen bad Öholm Tengner om förlåtelse för hur han behandlats i programmet.
Tengner medverkade även i SVT-programmen Norrsken 1984, Metalljournalen 1985, Metropolis 1987–1988 och Sputnik 1989. 
Tengner hade ett eget rockprogram, Metallmagasinet, i ZTV i början av 1990-talet och var fast jurymedlem i tre säsonger av Fame Factory. Tengner har hörts hos Rockklassiker och är regelbunden gäst i P3:s Styrelsen. Han är aktiv som journalist med krönika i Antikvärlden och skriver regelbundet för tidningarna Gate Report och Classic Motor. Tengner skrev boken Den stora rockdrömmen om Europe 1987 och den svenska boken om Idol 2008. 
I maj 2011 publicerade han boken Access All Areas som handlar om hans möten med många av hårdrockens giganter och 2012 en biografi över den svenska gitarristen Yngwie Malmsteen.
2023 debuterade Tengner som romanförfattare med boken, Fartblind, en mord- och konspirationshistoria som utspelar sig i Stockholm år 1967.

### Översättning
- Anderson, Pamela; Tengner Anders (2023). Love, Pamela: den officiella biografin. Malmö: Bokfabriken. Libris r78ngxm8pbfflmjm. ISBN 9789180315272